# Tall per raig d'aigua

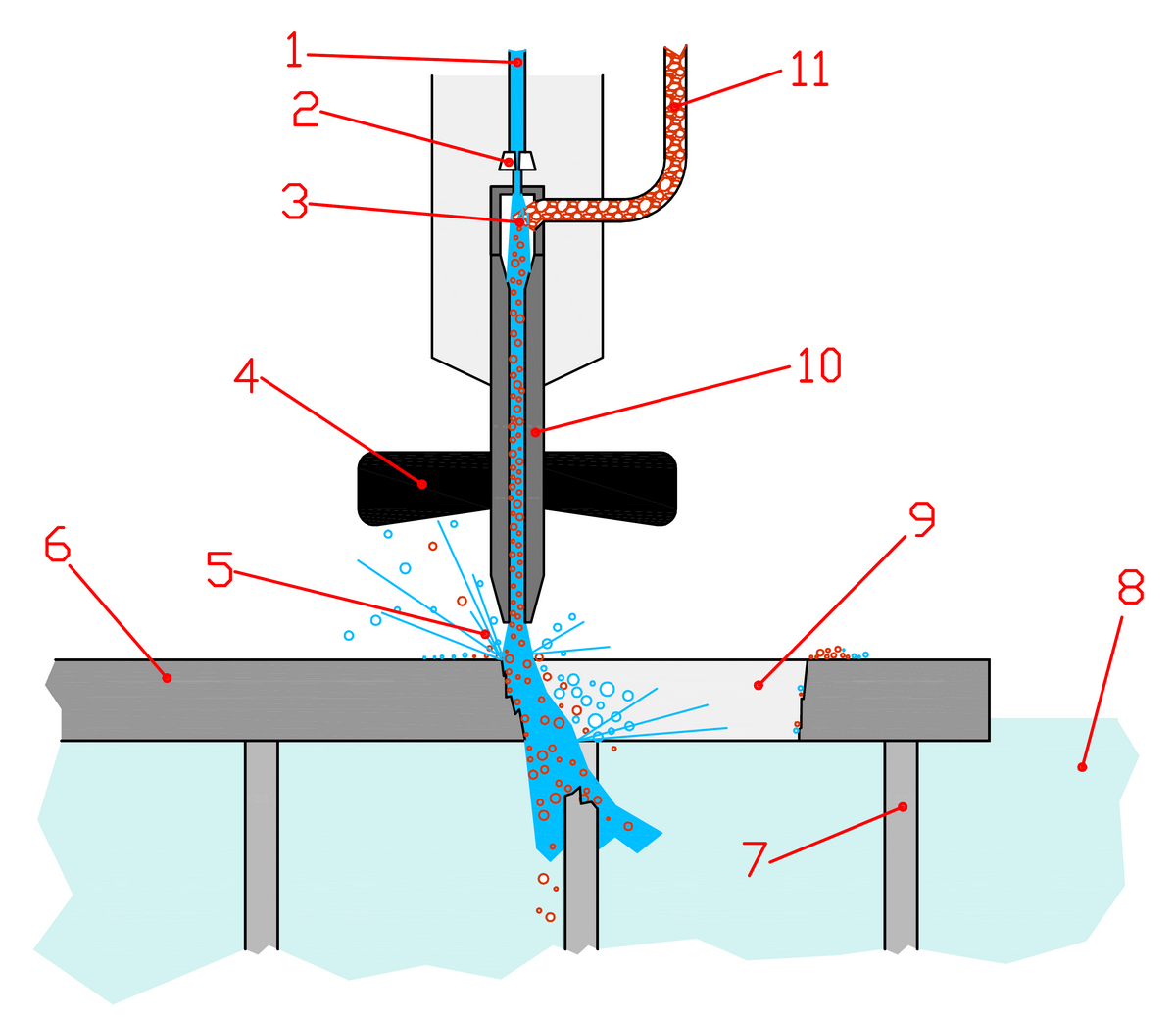
Diagrama duna màquina de tall per raig daigua. 1. Alta pressió daigua - 2. Enfocament - 3. Cambra de mescla - 4. Tapa - 5. Esquitxades - 6. Peça de treball - 7. Peça de xarxa permanent - 8. Aigua - 9. Part de la peça de treball tallada – 10. Broquet - 11. Sorra abrasiva

El tall per raig d'aigua és un procés industrial capaç de tallar una àmplia varietat de materials utilitzant un raig d'aigua a pressió extremadament alta o una barreja d'aigua i una substància abrasiva. El terme raig abrasiu es refereix específicament a l'ús d'una barreja d'aigua i un abrasiu per tallar materials durs com ara metall, pedra o vidre, mentre que els termes raig d'aigua pur i tall només amb aigua es refereixen al tall per raig d'aigua sense l'ús d'abrasius afegits, sovint utilitzat per a materials més tous com la fusta o el cautxú.

## Característiques
Com que és un procediment de tall en fred resulta especialment interessant, ja que està demandat en totes les aplicacions en què el material no es pugui veure afectat per la calor. Hi ha nombrosos avantatges que en fan un producte destacat en el món industrial, respecte d'altres mètodes més limitats. El tall per raig d'aigua s'utilitza sovint durant la fabricació de peces de màquines. És el mètode preferit quan els materials que es tallen són sensibles a les altes temperatures generades per altres mètodes; exemples d'aquests materials inclouen el plàstic i l'alumini. El tall per raig d'aigua s'utilitza en diverses indústries, com ara la mineria i l'aeroespacial, per tallar, modelar i escariar.

## Història

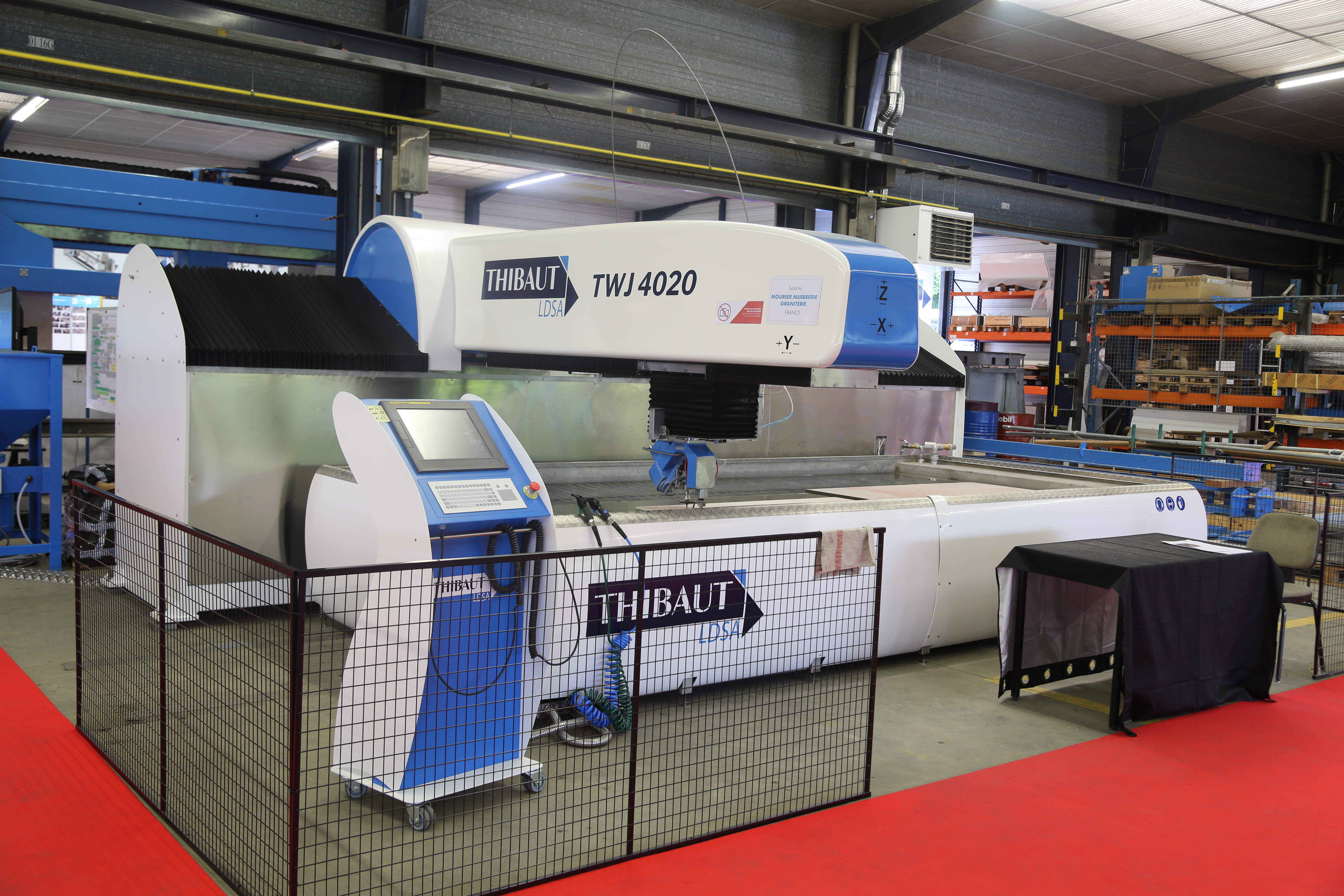
[https://www.thibaut.fr/en/machine-twj4020-waterjet-cutting-machines-countertops/?machine=waterjet?machine=waterjet Màquina de tall per raig d'aigua de 5 eixos

Tot i que l'ús d'aigua a alta pressió per a l'erosió es remunta a mitjans del segle XIX amb la mineria hidràulica, no va ser fins a la dècada del 1930 que els dolls d'aigua estrets van començar a aparèixer com a dispositiu de tall industrial. El 1933, la Paper Patents Company de Wisconsin va desenvolupar una màquina de mesurar, tallar i enrotllar paper que utilitzava una boquilla de raig d'aigua en moviment diagonal per tallar un full de paper continu en moviment horitzontal. Aquestes primeres aplicacions eren a baixa pressió i restringides a materials tous com el paper.
La tecnologia del raig d'aigua va evolucionar a l'era de la postguerra a mesura que els investigadors d'arreu del món buscaven nous mètodes de sistemes de tall eficients. El 1956, Carl Johnson de Durox International a Luxemburg va desenvolupar un mètode per tallar formes de plàstic utilitzant un raig d'aigua a alta pressió amb un raig fi, però aquests materials, com el paper, eren materials tous. El 1958, Billie Schwacha, de North American Aviation, va desenvolupar un sistema que utilitzava líquid a ultra alta pressió per tallar materials durs. Aquest sistema utilitzava 100,000 psi (690 MPa) per subministrar un raig de líquid hipersònic que podria tallar aliatges d'alta resistència com l'acer inoxidable PH15-7-MO. Utilitzat per tallar laminat de bresca per al Mach 3 North American XB-70 Valkyrie, aquest mètode de tall provocava delaminació a alta velocitat, cosa que requeria canvis en el procés de fabricació.
La tecnologia no va ser efectiva per al projecte XB-70, però el concepte va ser vàlid i es va continuar investigant. El 1962, Philip Rice de Union Carbide va explorar l'ús d'un raig d'aigua pulsant a fins a 50,000 psi (340 MPa) per tallar metalls, pedra i altres materials. La recerca de SJ Leach i GL Walker a mitjans dels anys seixanta va ampliar el tall tradicional per raig d'aigua de carbó per determinar la forma ideal de la boquilla per al tall per raig d'aigua a alta pressió de pedra, i Norman Franz a finals dels anys seixanta es va centrar en el tall per raig d'aigua de materials tous dissolent polímers de cadena llarga a l'aigua per millorar la cohesió del corrent en aigua. A principis dels anys setanta, el desig de millorar la durabilitat del broquet de raig d'aigua va portar Ray Chadwick, Michael Kurko i Joseph Corriveau de Bendix Corporation a idear d'utilitzar cristall de corindó per formar un orifici de raig d'aigua, mentre que Norman Franz va ampliar això i va crear un broquet de raig d'aigua amb un orifici tan petit com 0.002 polzades (0.051 mm) que funcionaven a pressions de fins a 70,000 psi (480 MPa). John Olsen, juntament amb George Hurlburt i Louis Kapcsandy a Flow Research (més tard Flow Industries), van millorar encara més el potencial comercial del raig d'aigua demostrant que tractar l'aigua prèviament podia augmentar la vida útil de la boquilla.

## Procés

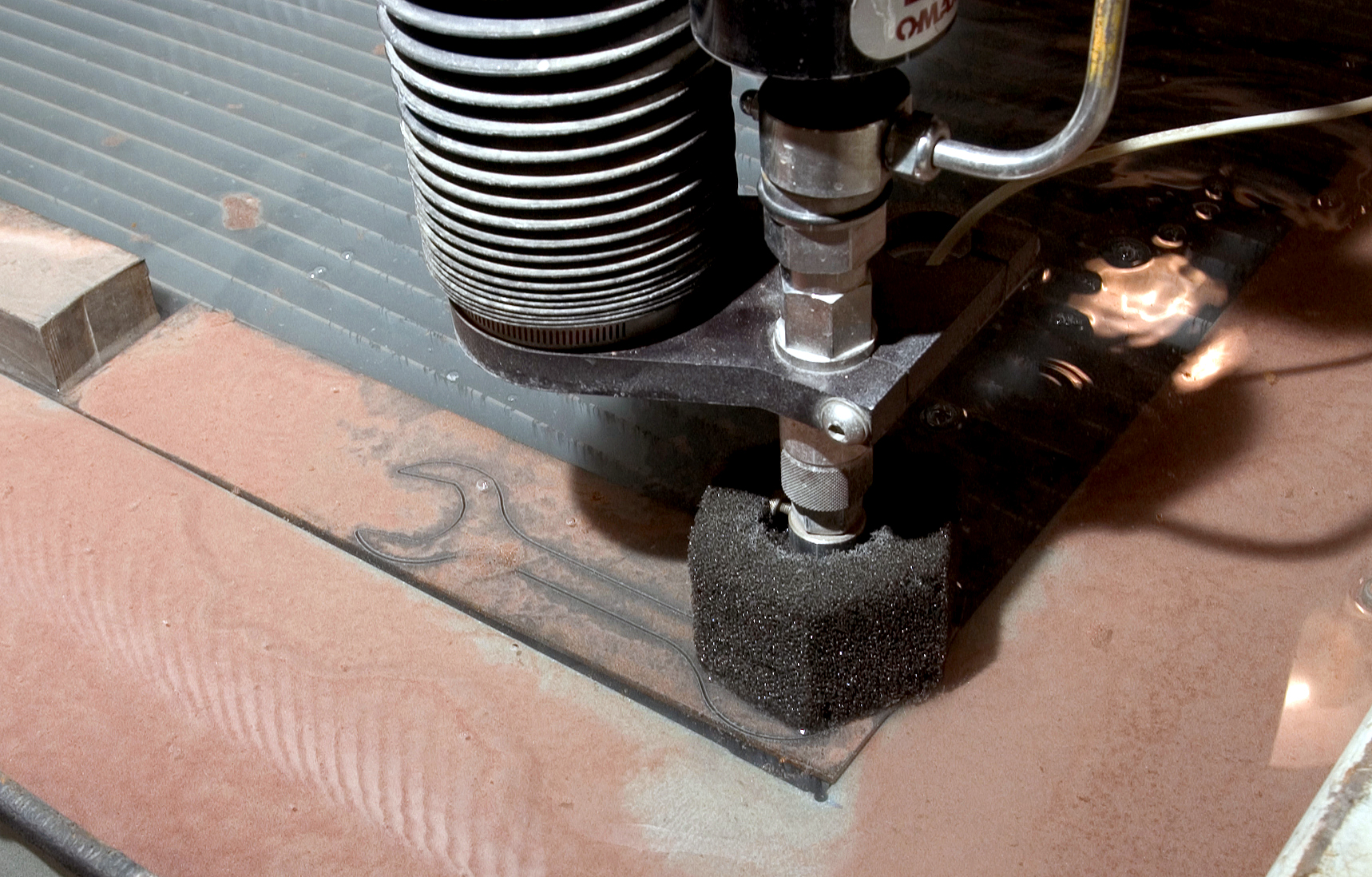
Un tallador abrasiu per raig d'aigua acaba una eina especial.

La primera fase del procés té lloc en el moment en què la comanda entra a oficina tècnica, es dissenya la peça amb el programari de disseny oportú assistit per ordinador (cad) mitjançant el qual s'assignen les mesures de l'objecte, el gruix i el tipus de material a tallar.
Un cop dissenyada la peça a mecanitzar, es refereix, i aquesta es vincula amb el programa particular de la màquina del tall per raig d'aigua.
Ja seleccionades totes aquestes variables es procedeix a l'ajust i la fixació del brut a tallar. D'una banda, cal tenir en compte la distribució del material per tal d'optimitzar-lo i, de l'altra, valorar el material de què es disposa (en existències), ja sigui restes d'altres mecanitzats o material per utilitzar, tractant sempre d'aprofitar les existències per tal de no acumular restes dels uns i dels altres treballs, reduint així costos i rendibilitzant el material.

## Característiques del procés

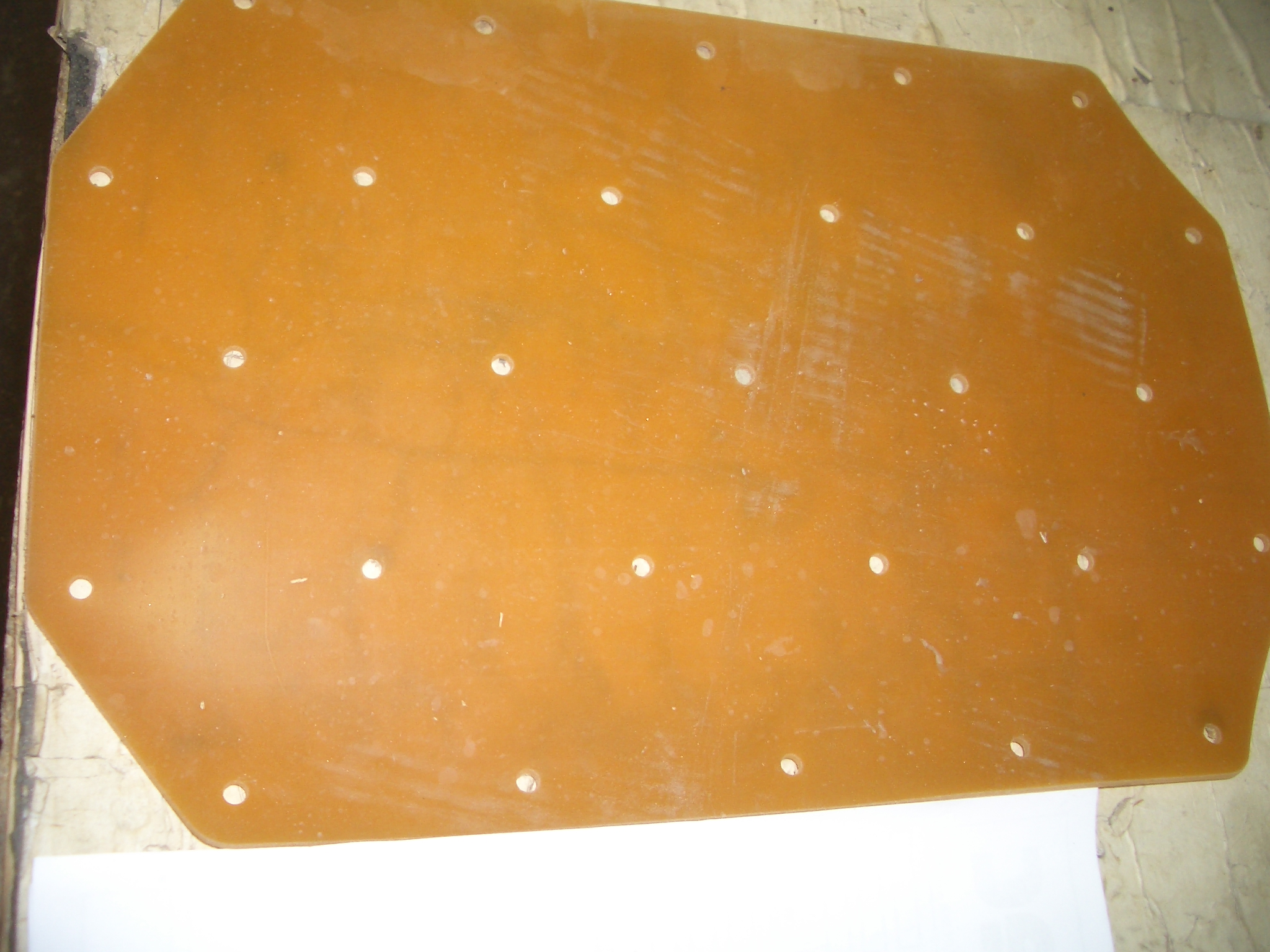
Imatge 1.

El dispositiu consisteix en un raig d'aigua a pressió, el diàmetre del broquet del qual oscil·la entre 0,1 mm a 0,4 mm de diàmetre, pel qual surt una barreja d'aigua i abrasiu llançat a una pressió molt elevada, capaç de tallar qualsevol tipus de material.
Un dels elements més importants és el filtre per on surt el raig; en depèn la cohesió del raig que condiciona en gran manera la viabilitat tècnica de l'aplicació, ja que si el raig és cònic es perd potència de tall, precisió, qualitat i les característiques del tall en sec.
Tots els dolls d'aigua segueixen el mateix principi d'utilitzar aigua a alta pressió enfocada en un feix mitjançant un broquet. La majoria de màquines aconsegueixen això fent passar primer l'aigua a través d'una bomba d'alta pressió. Hi ha dos tipus de bombes que s'utilitzen per crear aquesta alta pressió; una bomba intensificadora i una bomba de cigonyal o d'accionament directe. Una bomba d'accionament directe funciona de manera molt semblant a un motor de cotxe, forçant l'aigua a través de tubs d'alta pressió mitjançant èmbols connectats a un cigonyal. Una bomba intensificadora crea pressió utilitzant oli hidràulic per moure un pistó que força l'aigua a passar a través d'un petit forat. L'aigua viatja al llarg del tub d'alta pressió fins a la boquilla del raig d'aigua. A la broqueta, l'aigua es concentra en un feix prim mitjançant un orifici de joia. Aquest feix d'aigua s'expulsa des de la boquilla, tallant el material ruixant-lo amb el raig d'una velocitat de l'ordre de Mach 3, al voltant de 2,500 ft/s (760 m/s). El procés és el mateix per als dolls d'aigua abrasius fins que l'aigua arriba a la boquilla. Aquí, els abrasius com el granat i l'òxid d'alumini s'alimenten a la broqueta a través d'una entrada d'abrasiu. L'abrasiu es barreja amb l'aigua en un tub de mescla i es força a sortir per l'extrem a alta pressió.

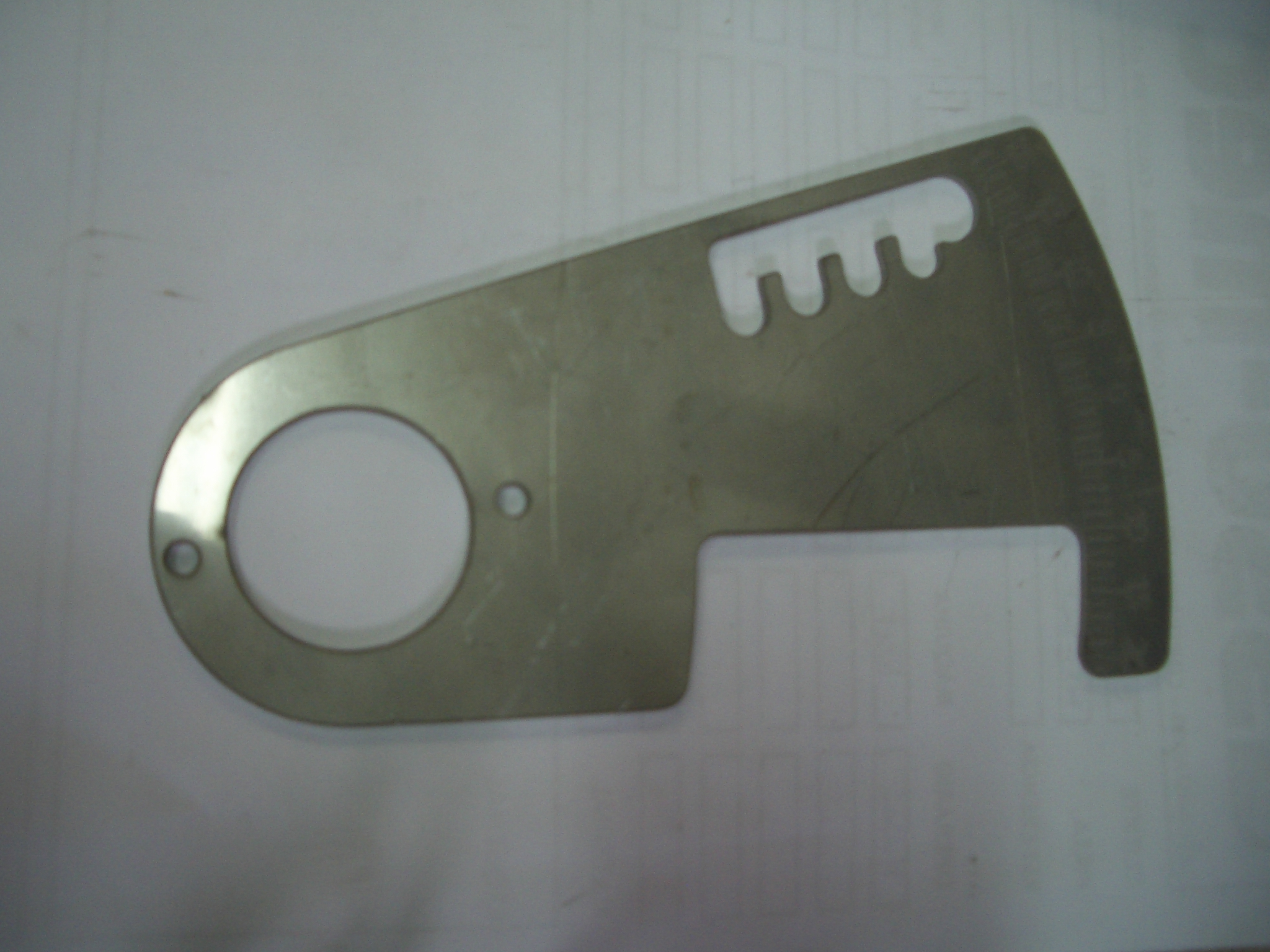
Imatge 2.

La velocitat de tall és de màxima importància, i aquesta dependrà de factors com la pressió de la bomba i la capacitat de l'intensificador, el diàmetre de la tovera, la quantitat i la qualitat d'abrasiu i de l'espessor de la peça. Pel que fa a valors de velocitat, trobem que tot aquest sistema d'aportació de pressió permet que el líquid surti per l'orifici a una velocitat de 1000 metres per segon.
El motiu d'afegir abrasiu a l'aigua és perquè un simple raig d'aigua no seria capaç de desenvolupar talls com els actuals en els materials més durs, per això se li aporta aquest abrasiu, barreja d'argiles i vidres, que dota el sistema d'un augment de possibilitats de tall.
Aquest raig d'aigua pot tallar tot tipus de materials, des de metàl·lics fins a tous com un pastís, fins i tot s'utilitza per a preparació de superfícies com ara neteges de vaixells, pintura automobilística o indústria aeroespacial. És un procés en què la generació de partícules contaminants és mínima, no aporta oxidació superficial i la generació de ferritja no és un problema en aquest cas.

### Avantatges
1. Procés sense aportació de calor.
2. Inexistència de tensions residuals pel fet que el procés no genera esforços de tall.
3. No genera contaminació ni gasos.
4. El mecanitzat el pot realitzar el mateix enginyer que ha dissenyat la peça, ja que no requereix treball manual brut, simplement programar la màquina, ubicar la peça i recollir-la un cop acabada.
5. Reutilització de peces procedents d'altres treballs, abaratint així els costos finals.
6. Si es compara amb els sistemes de plasma, oxitall i làser, en ser aquests tres amb aportació de calor, i l'aigua no, el tall per aigua permet una feina sense afectar cap zona del material sobre el qual treballa.
7. Si es compara únicament amb el làser, el raig per aigua permet tallar gruixos molt més grans.

### Desavantatges
1. Profunditat de tall limitada
2. El tall amb raig dʻaigua en comparació al tall per plasma és més lent.
3. La maquinària és força més costosa que per al plasma i l'oxitall (el làser també és molt costós, especialment per a gruixos grans)
4. Requereix més espai, el plasma ocupa una petita font i un compressor que pot ser de 100 l (però amb bona potència), l'oxitall necessita dos tubs prims de gas i el compressor, però el raig d'aigua, així sigui una petita taula de 500x500 mm requereix una gran bomba, una tremuja de provisió de l'abrasiu, connexió d'aigua i una pileta d'aigua sota la taula de tall i un refredador a més del depurador i el descalcificador.
5. És notablement més cara respecte d'insums i peces consumibles, a més de més energia elèctrica (respecte de les altres 3).

## Equip necessari
- PC, es troba a l'oficina tècnica i és on es realitza el disseny de la peça.
- PC de taller, centre logístic on es reben les ordres del PC d'oficina i aquí és on s'executa l'ordre de treball directament sobre la màquina de tall per aigua.

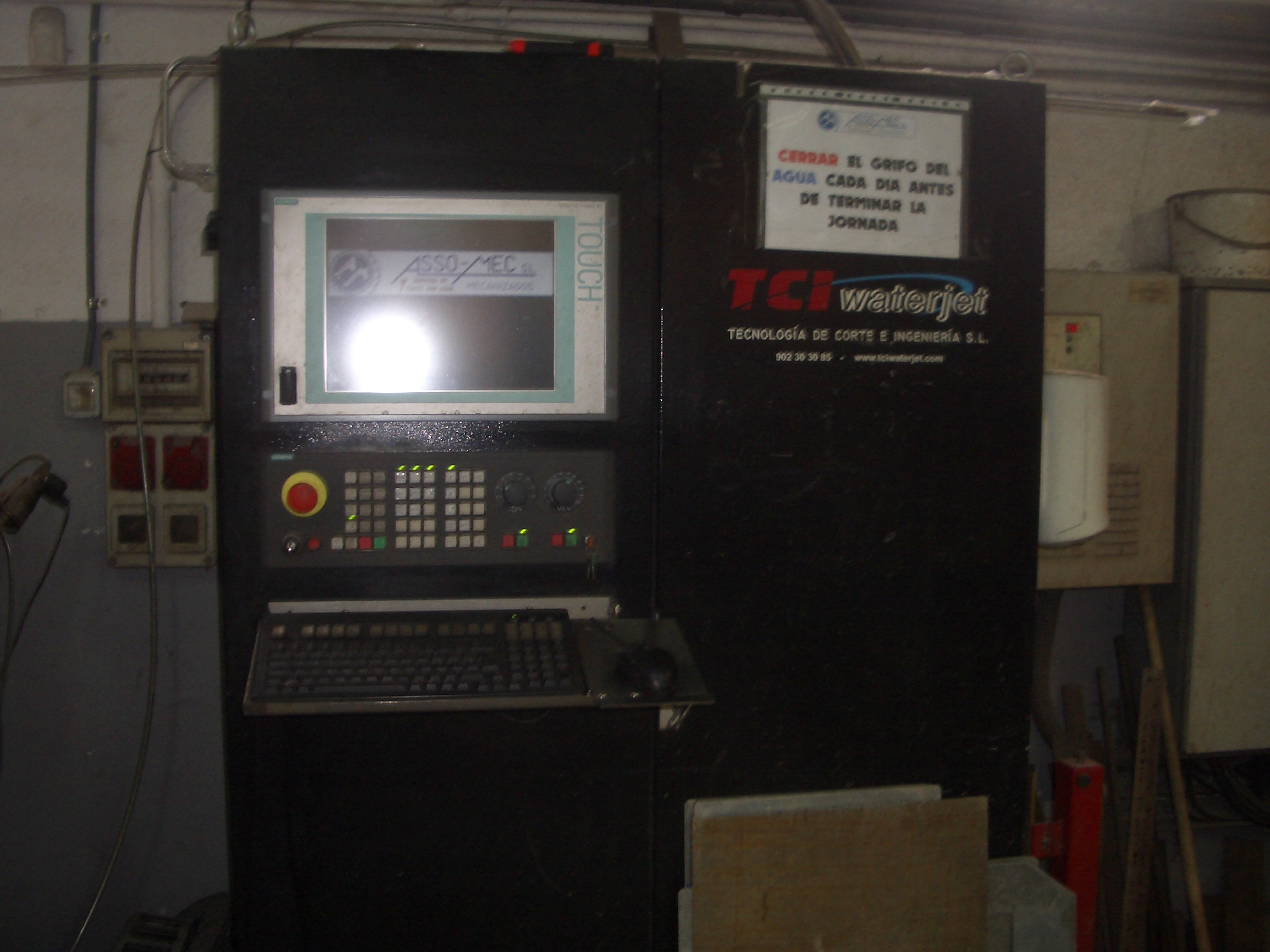
PC de taller

- Bassa d'aigua, lloc on es fa el treball de mecanitzat, generalment d'unes dimensions aproximades de quatre metres de llargada per tres metres d'amplada.

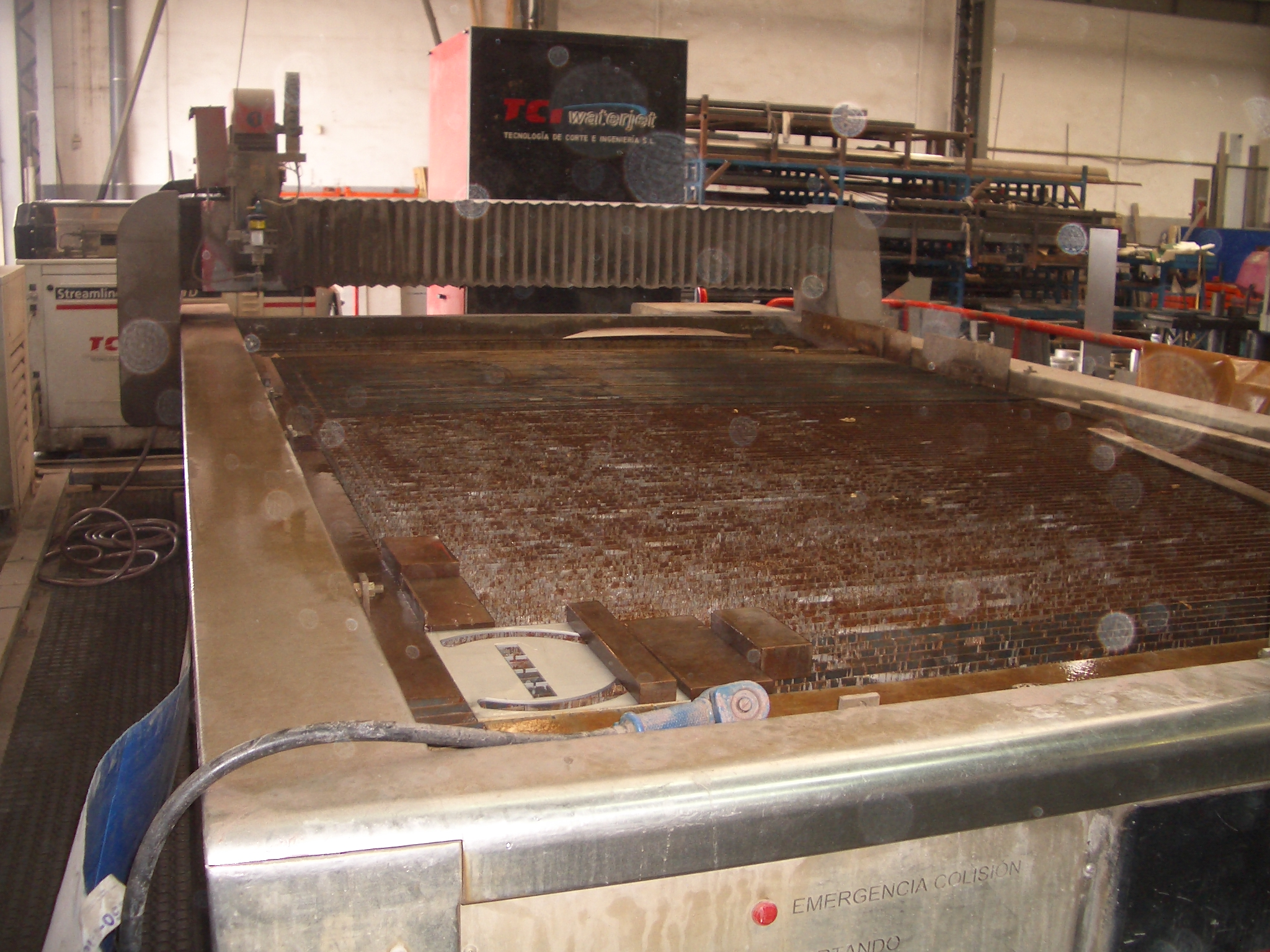
Bassa d'aigua

- Broquet per on surt el raig d'aigua.

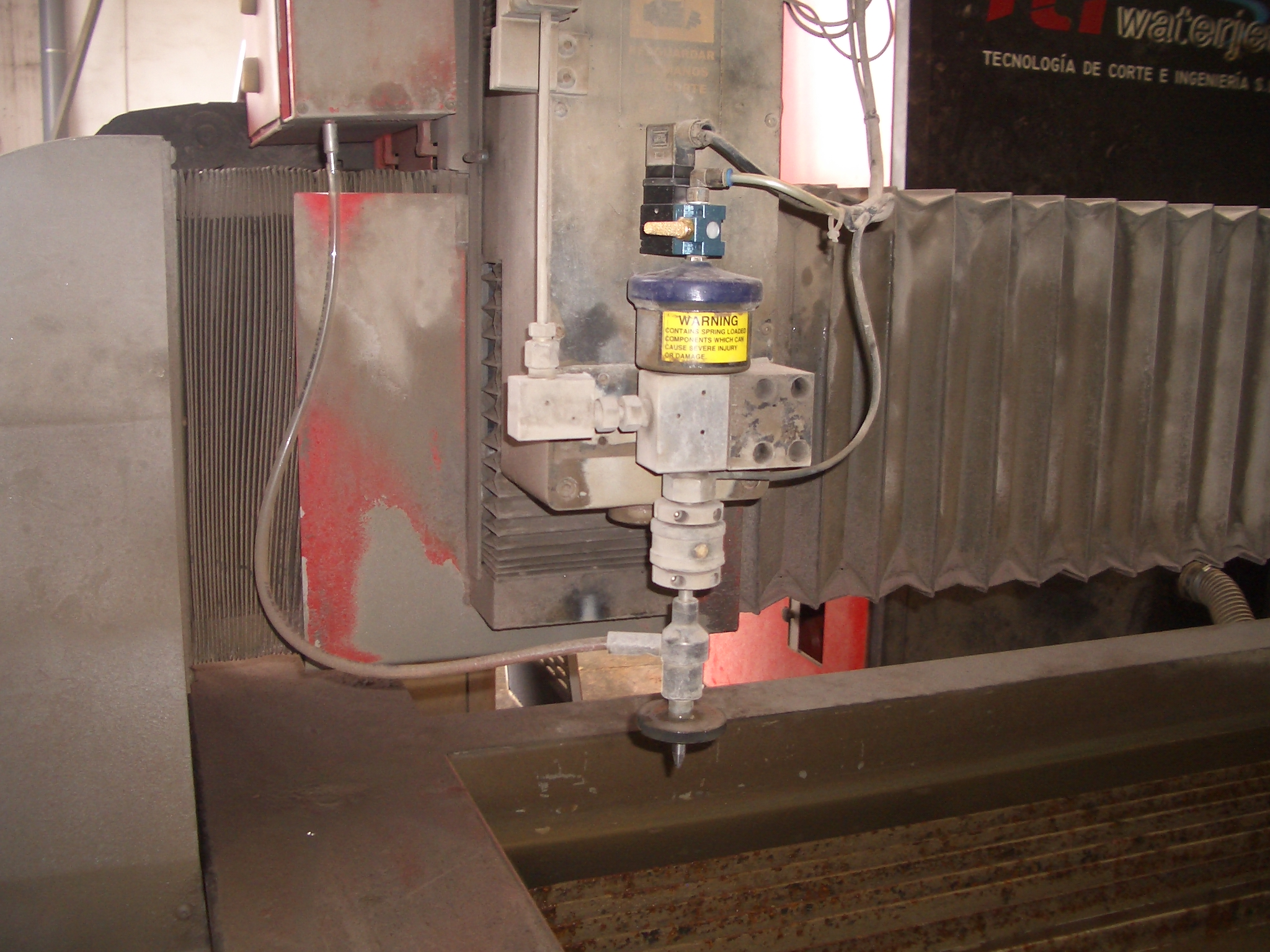
Broquet

- Detall del broquet
- Centre de refrigeració, s'utilitza perquè tot aquest sistema mecànic utilitzat per realitzar la mecanització no pateixi de sobreescalfament, ja que sense aquest element la màquina es cremaria. La bomba que té a l'esquerra mou el refrigerant emmagatzemat als dos dipòsits contigus.

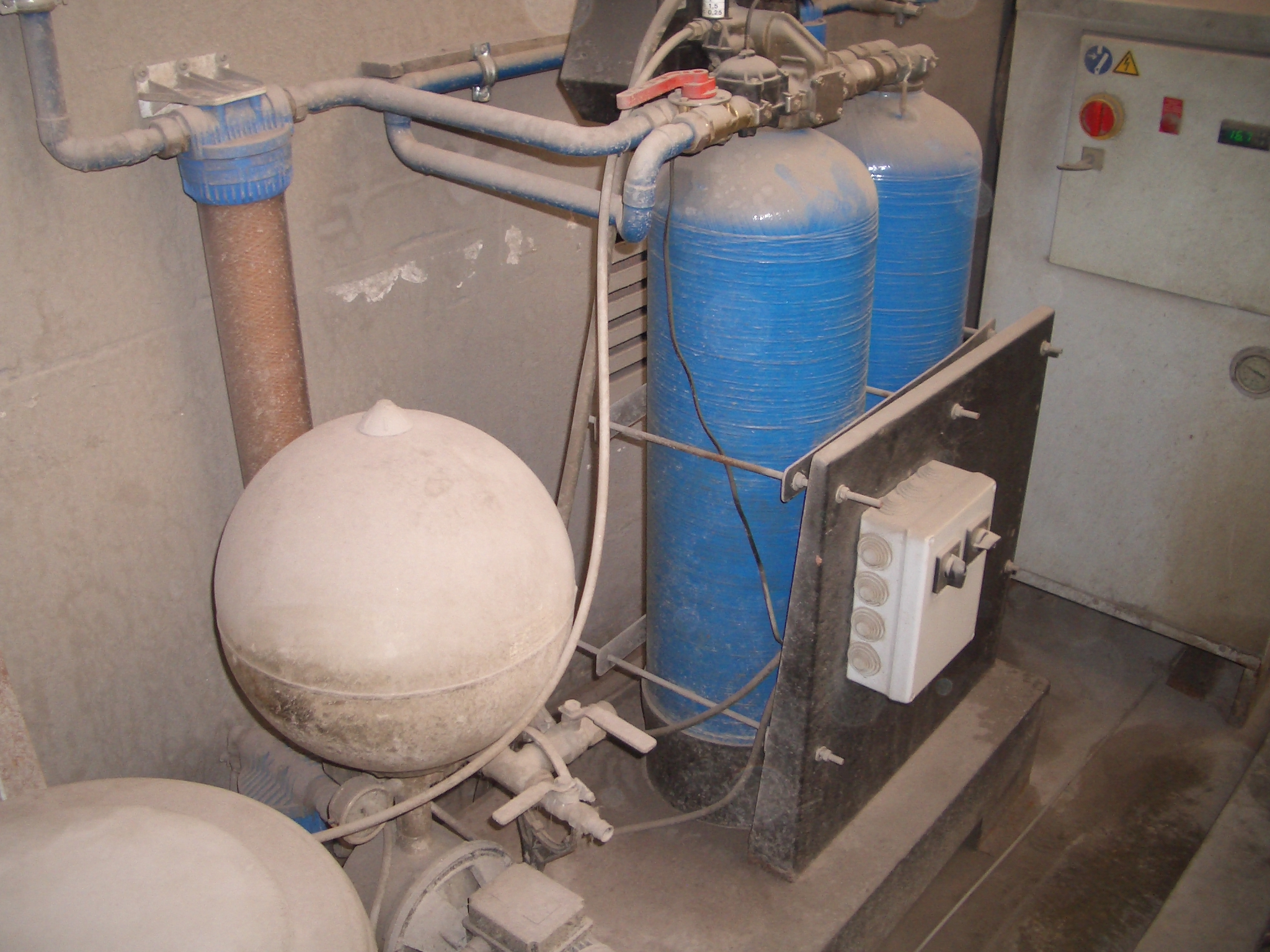
Centre de refrigeració

- Dipòsit d'abrasius, és un dipòsit exterior des del qual s'afegeix l'abrasiu a l'aigua, ja que sense aquest no es podria fer el tall.

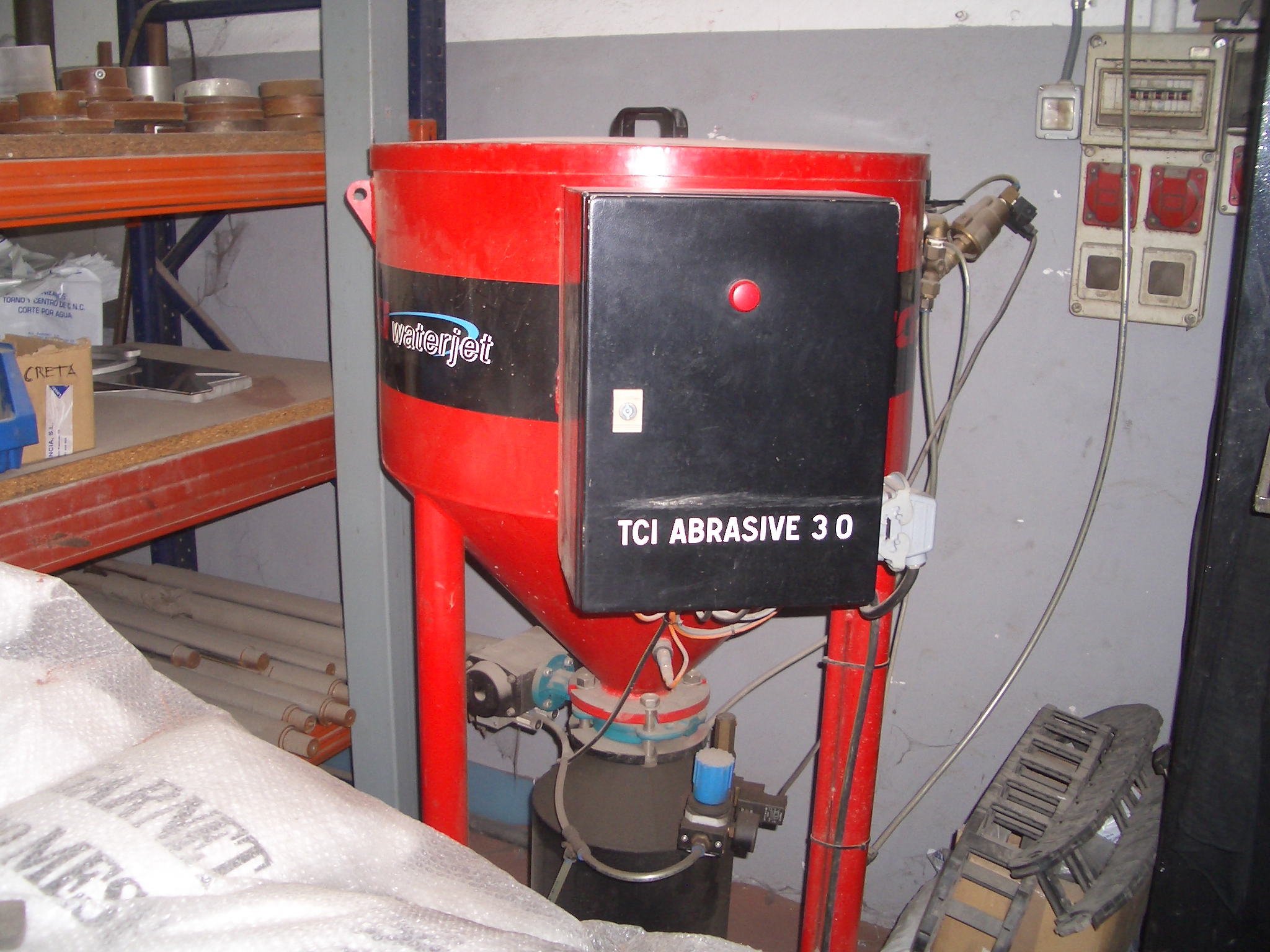
Dipòsit d'abrasius

- Descalcificador, utilitzat per evitar l'obstrucció de les canonades.

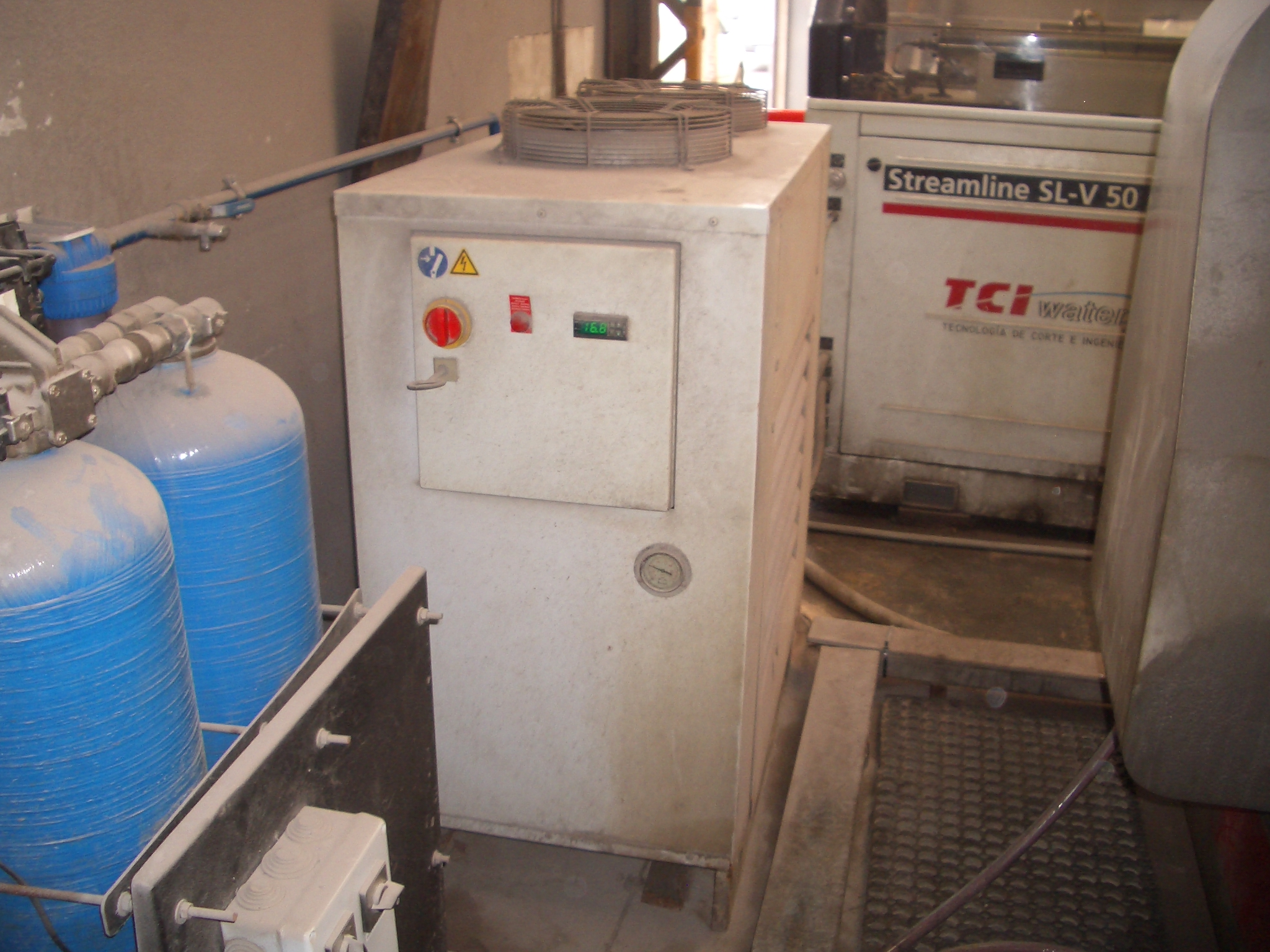
Descalcificador

- Depuradora d'abrasius, un cop el fluid de tall mecanitza la peça i es diposita a la bassa, cal una depuradora situada a la base de la bassa que separa l'abrasiu de l'aigua, emmagatzemant-lo en aquest gran sac situat al costat de la bassa, per poder ser reutilitzat de nou i així reduir els costos.

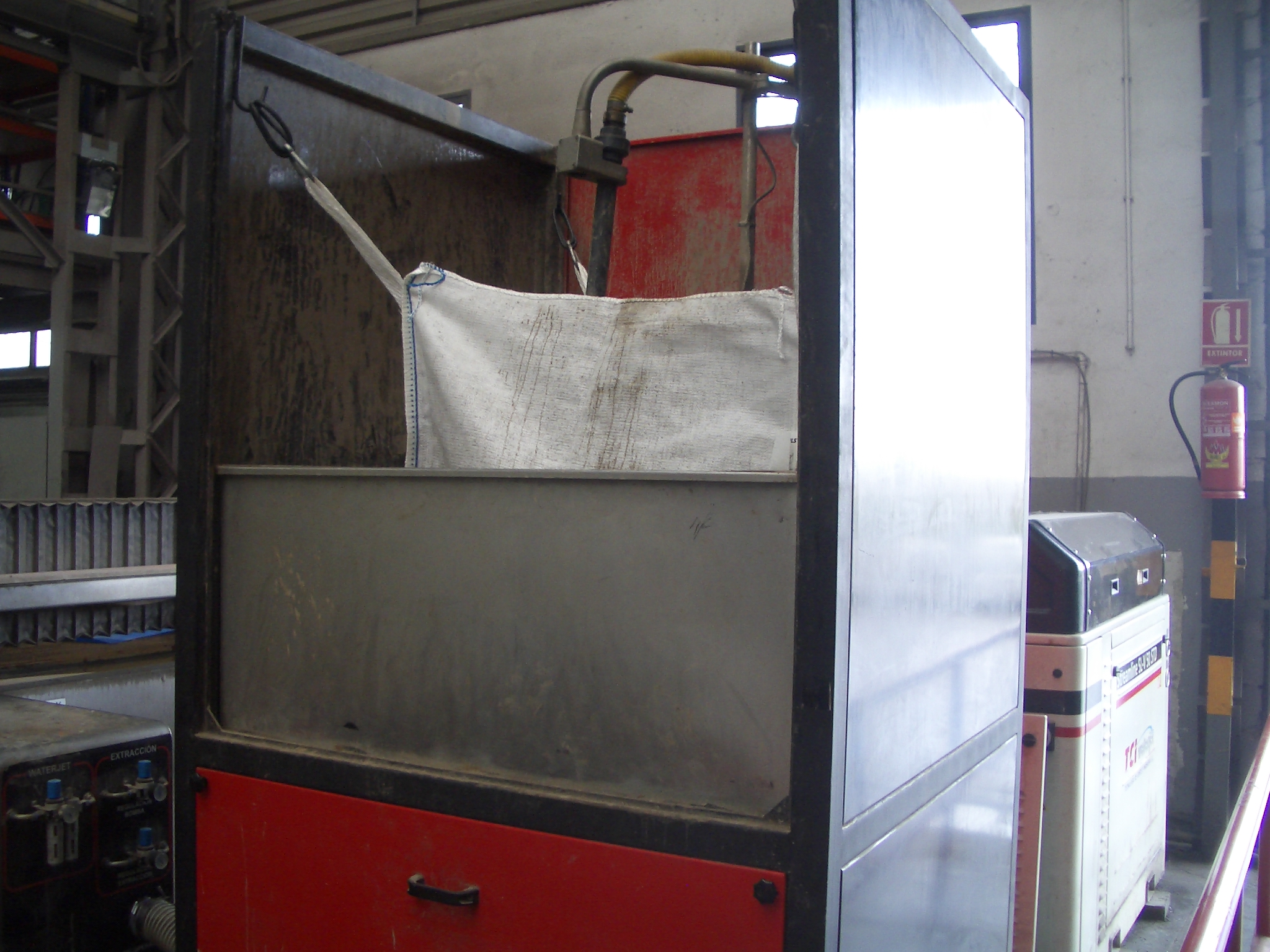
Depuradora d'abrasius

## Materials als quals es pot aplicar
Aquest sistema, sense afegir-hi abrasiu, permet treballar sobre:
- Cautxú
- Tapisseria de vehicles
- Polipropilè
- Cartró
- Paper
- Cautxú
- Escuma
- Materials per a envasos
- Fibra de vidre
- Qualsevol material que no sigui metàl. lic.

Si al raig d'aigua s'hi afegeix abrasiu és capaç de tallar:
- Kevlar
- Vidre
- Grafit epoxi
- Ceràmica
- Marbre[18]
- Bigues de formigó
- Titani
- Bronze d'alumini
- Granit
- Alumini
- Acer
- Acer de carbó
- Acer inoxidable
- Acer temperat
- Llautó
- Altres materials de gruixos de màxim 200mm.

## Aplicacions
Com hem pogut comprovar a l'apartat anterior, la quantitat d'aplicacions és infinita, però si s'analitzen les més destacades es podrien enumerar:
- Indústria aeroespacial: Mecanitzat de xapes d'aliatges d'alumini d'alta resistència i aliatges de titani. Sol ser més econòmic que el fresat per necessitar sistemes de subjecció més senzills.
- S'utilitza per a la preparació de superfícies, com ara la neteja de cascos de vaixells i pintura automotriu.
- Indústria automobilística : Tall dels panells interiors de les portes conformats per fibra de fusta, realitzats per robots. També s'aplica al tall de sabates de fre, eliminant el problema de les partícules del material de fricció flotant per l'aire.
- Indústria tèxtil : S'utilitza per tallar moquetes, obtenint millors resultats que al tall per calor, i que al tall per cisalla, sobretot en sèries curtes.
- Indústria ceràmica : Per al tall de materials ceràmics on l'ús d'eines de metall pateix un gran desgast i l'ús de discos de diamant no permeten l'obtenció de contornejats complicats.
- Indústria de mecanitzat: S'utilitza per al mecanitzat de peces de tot tipus, des de volanderes, a làmines.
- Indústria del calçat : Es comença a emprar per retallar teixits, cuirs i pells, i materials sintètics com els cautxús emprats a les soles i en altres parts.